# Gianmario Ortenzi
Gianmario Ortenzi (né le 23 juin 1976 à Recanati, dans la province de Macerata) est un coureur cycliste italien de la fin des années 1990 et du début des années 2000. Professionnel de 1998 à 2002, son principal résultat en carrière est sa médaille de bronze au championnat du monde de contre-la-montre espoirs en 1998.

## Biographie
Spécialiste du contre-la-montre, il se révèle en 1998 en prenant la troisième place du mondial de Valkenburg chez les moins de 23 ans, derrière Thor Hushovd et Frédéric Finot.
Il passe chez les professionnels l'année suivante, et porte  les couleurs de la Mercatone Uno pendant quatre saisons. Il ne réussit pas à obtenir les mêmes résultats que chez les moins de 23 ans et ne remporte aucune course chez les pros. Ses meilleurs classements sont des deuxièmes places, obtenues en 1999 sur Florence-Pistoia (derrière Marco Velo) et sur la Semaine internationale Coppi et Bartali (derrière Romāns Vainšteins). En 1999, il représente l'Italie aux mondiaux du contre-la-montre chez les professionnels, mais termine seulement 40e à plus de cinq minutes du vainqueur Jan Ullrich. Il participe également au Tour d'Espagne 2001 et au Tour d'Italie 2002. Il arrête sa carrière à l'issue de la saison 2002.

## Palmarès

### Palmarès amateur
- 1997
  -  Champion d'Italie du contre-la-montre espoirs
  - 3e étape du Tour des régions italiennes
  - 2e du Gran Premio Palio del Recioto
  - 3e du Tour des régions italiennes
- 1998
  - Classement général du Tour des régions italiennes
  - 3e du Trophée Edil C
  -  Médaillé de bronze du championnat du monde du contre-la-montre espoirs

### Palmarès professionnel
- 1999
  - 2e de la Semaine internationale Coppi et Bartali
  - 2e du Critérium des Abruzzes
  - 2e de Florence-Pistoia
  - 3e du Grand Prix d'Europe (avec Riccardo Forconi)

## Résultats sur les grands tours

### Tour d'Italie
1 participation
- 2002 : 99e

### Tour d'Espagne
1 participation
- 2001 : 125e